# فاک

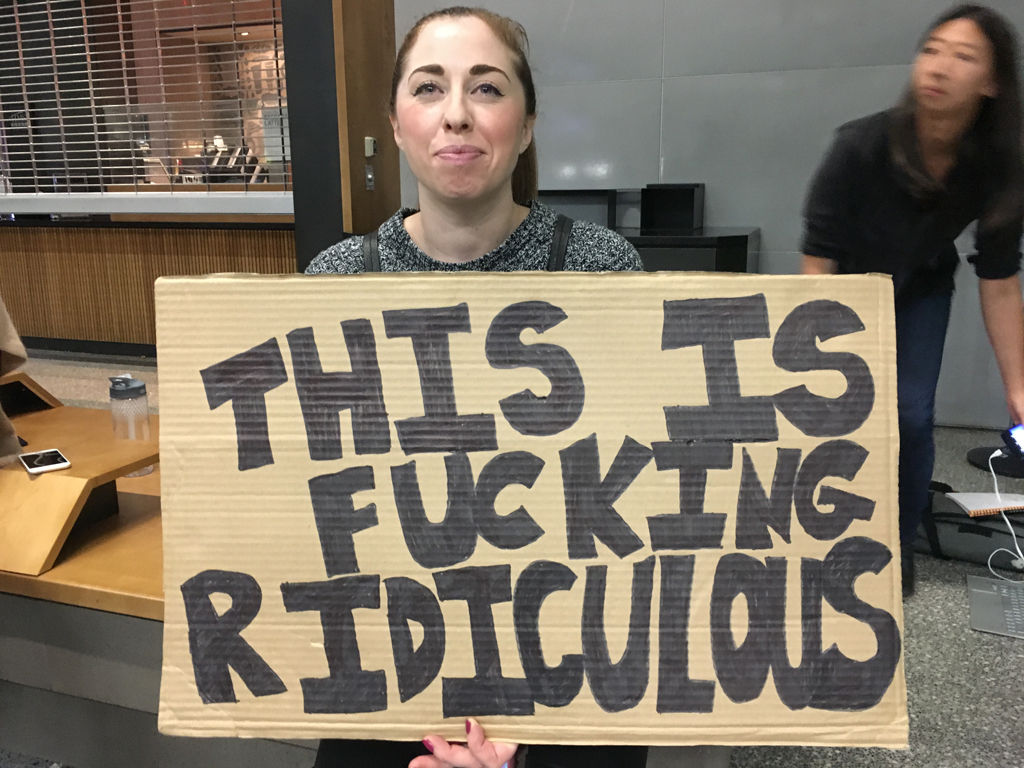
یک معترض که پیام اعتراض خود را با واژهٔ فاک نوشته است. متن پیام نوشته‌شده این است: «این به شدت مسخره است.» (واژهٔ Fucking «به شدت» ترجمه می‌شود)

فاک (به انگلیسی: Fuck) یک واژهٔ عامیانه در زبان انگلیسی است که معانی مختلفی دارد. این واژه اغلب به عمل رابطه جنسی اشاره دارد، اما گاهی در میان مردم نیز نشان‌دهندهٔ شدت عصبانیت است (شبه‌جمله). همچنین می‌توان از این واژه برای نفرین‌کردن نیز استفاده کرد. منشأ این واژه دقیقاً مشخص نیست، اما معمولاً اعتقاد بر این است که اولین بار حدود سال ۱۴۷۵ ثبت شده است. در کاربرد مدرن، «فاک» و مشتقات آن (مانند fucker و fucking) به عنوان اسم، فعل، صفت، میانوند، حرف ندا یا قید به کار می‌روند. عبارات رایج بسیاری از این واژه استفاده می‌کنند و ترکیباتی مانند مادرفاکر (motherfucker) و فاک آف (fuck off) نیز از آن مشتق شده‌اند.
نشان دادن انگشت میانی به صورت اشاره‌ای هم به معنیِ فاک است.

## کاربرد
این واژه مستهجن تلقی می‌شود، اما معمولاً در بسیاری از موقعیت‌های غیررسمی و دوستانه استفاده می‌شود. مشخص نیست که این واژه همیشه مبتذل تلقی شده است یا نه، اگر نه، وقتی برای اولین بار به کار برده شد تا برای توصیف (اغلب به صورت بسیار عصبانی یا خصمانه) از شرایط ناخوشایند استفاده کند یا افراد به شکل عمد برای توهین استفاده کنند. برخی از کشورهای انگلیسی زبان آن را در تلویزیون و رادیو سانسور می‌کنند. مطالعه آندره میلوود هارگراو در سال ۲۰۰۰ در مورد نگرش عموم مردم انگلستان نشان داد که این واژه سومین واژه خفت آمیز است.

## ریشه‌شناسی
فرهنگ لغت انگلیسی آکسفورد بیان می‌کند که ریشه‌شناسی این واژه دقیقاً مشخص نیست، اما این واژه احتمالاً با تعدادی از کلمات آلمانی با معانی مربوط به جذاب، مالش و رابطه جنسی هم‌ریشه است. همچنین احتمال اشتقاق از یک واژه فرانسوی قدیمی که به معنای «گول‌زدن» است نیز در نظر گرفته شده است.
طبق مطالعات دکتر پاول بوث در سال ۲۰۱۵، اولین استفاده از این واژه با معنای کنونی به حدود سال ۱۳۱۰ میلادی در چستر انگلستان بازمی‌گردد.
واژگان هم‌ریشهٔ آلمانی
- ficken به معنای آمیزش
- fokken به معنای بچه‌آوردن
- fukka رابطه جنسی داشتن
- focka اعتصاب کردن

واژگان هم‌ریشهٔ لاتین
- futuo
- futere

## وضعیت قانونی
در سال ۱۹۷۱، دیوان عالی ایالات متحده آمریکا تصمیم گرفت که نمایش عمومی واژه فاک تحت متمم اول قانون اساسی ایالات متحده آمریکا و متمم چهاردهم قانون اساسی ایالات متحده آمریکا محافظت می‌شود و نمی‌توان آن را جرم برشمرد.